# Sicalpa Viejo
Sicalpa Viejo es una parroquia que se encuentra localizada en el cantón Colta en la parte Noroccidental de la provincia de Chimborazo del Ecuador,  ubicada a los pies del cerro Cushca, y limitada al  Norte por el  valle del antiguo Liribamba, este sector  cuenta con aproximadamente con 800 habitantes y  una altitud de 3.180 m s. n. m.

## Clima
El clima de la comunidad se caracteriza por ser frío y seco, la temperatura oscila entre 9-10 °C debido a la altura a la que se encuentra. La época de lluvia en esta zona comprende  los meses de septiembre y mediados de enero.

## Antecedentes Históricos
En el año 1797 ocurrió un terremoto, su epicentro fue el cerro “Cushca” ocasionando cambios demográficos los mismos que han traído consecuencias positivas y negativas para los habitantes de la comunidad. Entre las consecuencias positivas que conllevaron se menciona la reconstrucción de una iglesia  que lleva el nombre “Archibasílica Virgen de las Nieves” donde hoy en día los habitantes y turistas pueden asistir a ceremonias religiosas, dicha construcción se localiza sobre las catatumbas que fueron utilizadas para enterrar cuerpos de sacerdotes, quienes brindaban sus servicios a la comunidad; podemos resaltar que una de las consecuencias que más afectó el lugar fue el descenso del cerro “Cushca” que dejó cubierta toda la comunidad causando pérdidas humanas, económicas, sociales y materiales.

## Características  Demográficas
La localidad cuenta con todos los servicios básicos como agua potable, alcantarillado después de un arduo trabajo de las autoridades de la comunidad. En cuanto a la educación tiene solo hasta el nivel primario, en el ámbito de la salud posee un centro médico que aborda las necesidades de dicha comunidad.

## Características Sociales
La mayor parte de la población es mestiza y su idioma predominante es el español, en este sector el catolicismo es la religión principal sin embargo, existen creyentes evangélicos. La mayoría de sus habitantes han emigrado a las principales ciudades como Quito, Guayaquil, Cuenca, Riobamba, entre otros sectores, esta migración se produjo por problemas como: la falta de empleo, falta de preocupación por parte de las autoridades del Cantón, falta de publicidad acerca de lo que ofrece turísticamente la comunidad y por el descenso de productividad agrícola.

## Gastronomía
En la parroquia Sicalpa Viejo se pueden saborear una gran variedad de platos típicos como: papas con cuy siendo uno de los más cotizados por los habitantes y turistas,  acompañado con salsa de maní, lechuga que se sirve con el denominado chiriuchu que contiene cebolla picada, tomate, cilantro y ají , así como también  habas con choclo o queso, caldo de gallina, yapingachos ; la máchica, una tradición  que se mantiene desde épocas anteriores que ingieren durante sus labores de agricultura. En las festividades se preparan comidas especiales como la colada morada, los chigüiles, la fanesca y durante fechas especiales incluyen platos que pueden ser carriuchu con ají, chicha,chigüil, hornado, buñuelos, entre otros.

## Actividades Económicas
La economía de esta comunidad depende de criaderos de ganado bovino, ovino, aves de corral, y otros animales de la región como el cuy y las actividades agrícolas que son una de las principales fuentes de ingresos monetarios para los habitantes. Los principales productos que sobresalen son las papas, cebolla colorada, cebada, chochos, habas, arveja, choclo, y variedad de hortalizas cultivadas por los moradores de la comunidad, los cuales son exportados a nivel cantonal y provincial, caracterizándose por contribuir a la sociedad con alimentos saludables a gran escala.

## Actividades Festivas
En honor a la aparición de la Virgen y a los milagros que los habitantes han recibido se celebran actividades festivas que se llevan a cabo desde el 5 de agosto hasta el 31 de dicho mes en las que participan toda la comunidad y los turistas que visitan este lugar, además se realiza una caminata tradicional  por más de 400 años misma que tiene su inicio en la ciudad de Riobamba hasta llegar a la Archivasilica  ubicada en la parroquia de Sicalpa Viejo. Los juegos tradicionales que se realizan dentro de estas festividades son el palo encebado, las carreras de coches de madera, carreras de bicicleta, competencia de cometas, ollas encantadas, puerco encebado, carreras atléticas, ensacados, y otros. Además, en los días de Carnaval celebran al PawkarRaymi donde realizan pregones con la finalidad de reunir a toda la población. 

## Atractivos Turísticos

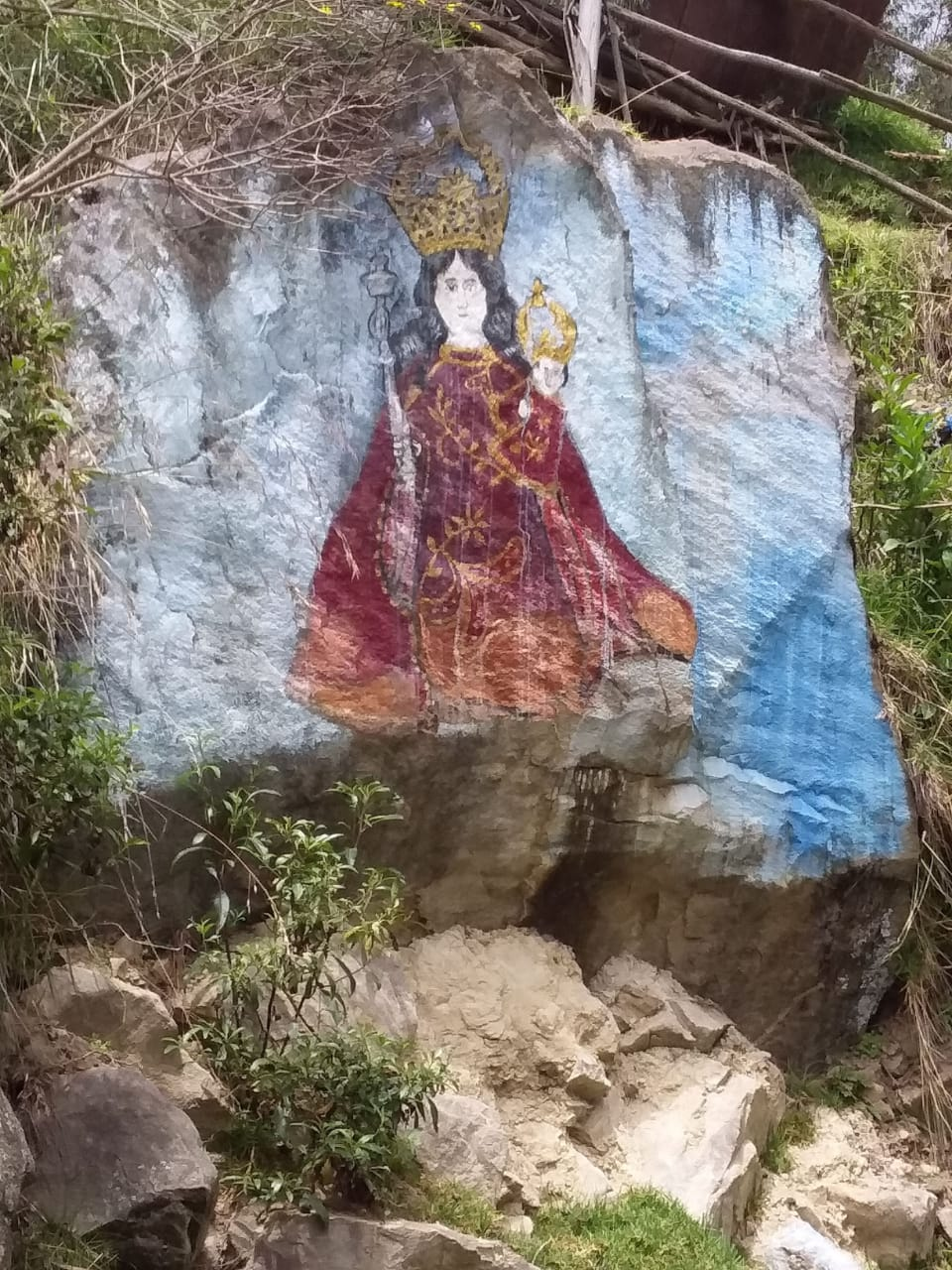
La Virgen de las Nieves es la patrona de la parroquia de Sicalpa Viejo apareció ante una niña indígena muda, una mujer hermosa con su hijo en brazos pidiéndola que hagan una imagen de ella y se lo indique al sacerdote del pueblo, este hecho ocurrió en el mes de mayo del año 1951 en el sector de Calizpogio.

La archibasílica Virgen de las Nieves es el principal atractivo de la comunidad debido a los acontecimientos relatados anteriormente, por este motivo varios turistas llegan a este lugar con el fin de conocer las catatumbas y la historia. 